# Edmund Taylor Whittaker
Edmund Taylor Whittaker (Southport, Lancashire, 24 de outubro de 1873 — Edimburgo, 24 de março de 1956) foi um matemático, físico e historiador da ciência britânico. Whittaker foi um importante estudioso da matemática do início do século XX que contribuiu amplamente para a matemática aplicada e era conhecido por sua pesquisa em física matemática e análise numérica, incluindo a teoria das funções especiais, juntamente com suas contribuições para a astronomia, a mecânica celeste, a história da física e processamento digital de sinais.
Entre as publicações mais influentes de Whittaker, há várias obras de referência populares em matemática, física e história da ciência, incluindo A Course of Modern Analysis (mais conhecido como Whittaker e Watson), Analytical Dynamics of Particles and Rigid Bodies, e A History of the Theories of Aether and Electricity. Whittaker também é lembrado por seu papel na disputa de prioridade da relatividade, pois ele creditou a Henri Poincaré e Hendrik Lorentz o desenvolvimento da relatividade especial no segundo volume de sua História, uma disputa que dura várias décadas, embora o consenso científico permaneça com Einstein. Whittaker serviu como Astrônomo Real da Irlanda no início de sua carreira, cargo que ocupou de 1906 a 1912, antes de passar para a cadeira de matemática na Universidade de Edimburgo pelas três décadas seguintes e, no final de sua carreira foi nomeado cavaleiro. A Escola de Matemática da Universidade de Edimburgo realiza o The Whittaker Colloquium, uma palestra anual, em sua homenagem, e a Edinburgh Mathematical Society promove um jovem matemático escocês de destaque uma vez a cada quatro anos com o Sir Edmund Whittaker Memorial Prize, também concedido em sua homenagem.

## Obras
- 1902: A Course of Modern Analysis.
- 1903: "On the partial differential equations of mathematical physics". Mathematische Annalen, Vol. 57, p. 333–355.
- 1904: "On an expression of the electromagnetic field due to electrons by means of two scalar potential functions". Proc. Lond. Math. Soc. Series 2, Vol. 1, pp. 367–372.
- 1904: A Treatise on the Analytical Dynamics of Particles and Rigid Bodies. First Edition, Cambridge.
- 1907: The Theory of Optical Instruments (Cambridge Tracts in Mathematics and Mathematical Physics No. 7), Cambridge.
- 1910: Recent Researches on Space, Time, and Force, Monthly Notices of the Royal Astronomical Society, Vol. 70, pp. 363–366.
- 1910: A History of the theories of aether and electricity (1. edition), Dublin: Longman, Green and Co.
- 1915: "On the functions which are represented by the expansions of the interpolation theory," Proc. Royal Soc. Edinburgh, Sec. A, vol.35, pp. 181–194.
- 1917: A Treatise on the Analytical Dynamics of Particles and Rigid Bodies. Second Edition, Cambridge.
- 1922: "On the quantum mechanism in the atom". Proc. R. Soc. Edinb., Vol. 42, pp. 129–146
- 1923: A Short Course in Interpolation. London.
- 1924: The Calculus of Observations: A treatise on numerical mathematics.[4]
- 1937: Treatise on the Analytical Dynamics of Particles and Rigid Bodies: With an Introduction to the Problem of Three Bodies.[5][6]
- 1946: Space and Spirit: Theories of the Universe and the Arguments for the Existence of God.
- 1942: The Beginning and End of the World. Riddell Memorial Lectures, Fourteenth Series. Oxford.
- 1946: (editor) Eddington's Fundamental Theory
- 1949: From Euclid to Eddington: A Study of Conceptions of the External World.
- 1951: Eddington’s Principle in the Philosophy of Science. Cambridge.
- 1951: A History of the Theories of Aether and Electricity (2nd edition), Vol. 1: The Classical Theories